# Yutaka Seto
Yutaka Seto (瀬戸豊 Seto Yutaka)?) es un personaje ficticio perteneciente a la franquicia de Battle Royale, originalmente una novela que también cuenta con una adaptación a serie de manga y cine. Es interpretado por el actor Yutaka Shimada en la película del año 2000.

## Descripción
Yutaka era el mejor amigo de Shinji Mimura y se llevaba bien con la mayoría de sus compañeros, siendo conocido por ser el payaso de la clase, según Shuya Nanahara era común ver a Shinji a su lado riendo de alguna broma que hubiera dicho; ambos se conocían desde la escuela primaria y Yutaka solía pensar que nunca podría entender por qué alguien tan popular como Shinji era su amigo. Seto estaba enamorado en secreto de Izumi Kanai y en la novela se consideraba amigo de Keita Iijima, mientras que en la película sí lo eran; en el manga estaba enamorado de Fumiyo Fujiyoshi.
Físicamente era un muchacho pequeño y menudo, su ropa era talla S, de 154 cm de estatura, lo que lo hacía incluso más bajo que Noriko Nakagawa, con ojos grandes y de mirada infantil. Aunque el propio Yutaka se considera abiertamente miedoso e incompetente peleando, cosa que hasta cierto punto intenta compensar con su actitud bromista, sin embargo a pesar de ello cuando algo lo molesta o le parece injusto podía volverse alguien muy decidido a la hora de tomar medidas al respecto; esto era lo que Shinji llamaba una parte de él ajena a su personalidad de payaso y una de las razones por las que lo estimaba tanto.

## Historia
Ni la novela ni la película mencionan el pasado de Yutaka más allá de señalar que estaba enamorado de una de sus compañeras y explicar lo profunda y antigua que era su amistad con Shinji Mimura.
Según el manga, en una ocasión dos sujetos mucho mayores amenazaban a Yutaka en la calle por lo que él abrió la cremallera de su pantalón y les orinó el rostro provocando que intentaran darle una golpiza. Shinji, quien justo pasaba por el lugar y se vio intrigado tanto por el absurdo comportamiento del chico como por su decisión de no dejarse dominar por el miedo que evidentemente lo invadía, intervino y acabó con ambos. Tras la pelea Yutaka explicó que los orinó ya que esperaba que si lo creían loco evitarían acercársele; después reveló que discutía con ellos porque alguien había abandonado un cachorro en la calle y los hombres pretendían lastimarlo por diversión. Al ver cuánto se preocupaba Yutaka por el perro, Shinji lo ayudó a encontrarle un nuevo hogar y desde entonces se hicieron mejores amigos.
Gracias a Shinji, Yutaka también se hizo amigo de Shuya Nanahara, Hiroki Sugimura y Yoshitoki Kuninobu; también era amigo de Keita Iijima, aunque desconocía el incidente entre Keita y Shinji que había acabado con su amistad.

## En el juego
Al comienzo del programa, Yutaka entró en pánico ya que su arma asignada era un tenedor y no tenía ninguna posibilidad de defenderse si era atacado. Aunque tenía la intención de buscar y proteger a Izumi Kanai, su amor platónico, ella fue uno de los primeros alumnos asesinada en el juego y su muerte lo devastó. Tras esto estuvo moviéndose hasta que Yumiko Kusaka y Yukiko Kitano llamaron a todos, Yutaka decidió reunirse con ellas pero cuando estaba al pie de la ladera escuchó los disparos con que Shogo intentó ahuyentarlas paralizándose algunos segundos sin saber que esto le salvó la vida ya que evitó que estuviera lo suficientemente cerca para que Kazuo Kiriyama lo notara cuando asesinó a las muchachas. Mientras huía se encontró con Shinji y se unieron para implementar el plan de escape que éste había ideado, el cual consistía en hackear las computadoras para inhabilitar la red de monitoreo del gobierno y escapar nadando a una isla cercana.
Sin embargo al fallar el plan, Shinji comprende que son espiados por medio de los collares e idea un nuevo plan: crear una potente bomba casera y hacer volar la base de operaciones ubicada en el colegio de la isla. Yutaka ayudó de cualquier manera que pudo, especialmente recopilando los materiales para fabricar y transportar la bomba.

## Destino
Cuando se preparan para trasladar la bomba, aparece Keita Iijima pidiendo unirse a ellos. Yutaka estaba de acuerdo con que Keita se uniera a ellos, pero Shinji, que tuvo una mala experiencia con él, lo rechazó y cuando Keita se negó a marcharse Shinji lo mata accidentalmente con un disparo de advertencia.
Al ver esto Yutaka cree que Shinji está jugando el juego lo que le hace desconfiar e iniciar una discusión. Cuando ambos se reconcilian, Kiriyama los embosca y asesina a Yutaka, quien muere acribillado recibiendo la mayor parte del fuego de la ametralladora, sin embargo, protegió a Shinji de los disparos fatales.
En la película, el plan se viene a bajo cuando Kiriyama los ataca cuando se preparan para partir hacia el colegio, después de poner las bombas en una furgoneta y al ver a Kiriyama a lo lejos lo confunde con Shuya Nanahara, lo llama y éste le dispara matándolo en el acto. Después de un breve y fracasado tiroteo, Iijma es también acribillado y Mimura, moribundo, decide detonar la bomba en un intento de acabar con Kiriyama.